# 方中华
方中华（1955年—），浙江台州人，汉族，中华人民共和国政治人物、全国人民代表大会浙江地区代表。
毕业于浙江省党委党校农村管理专业，加入中国共产党。担任浙江方林集团董事长。2008年起担任全国人大代表。2013年，被选为全国人大代表。2018年2月24日，当选为第十三届全国人大代表。